# Трем
Трем (болг. Трем) — село в Болгарии. Находится в Шуменской области, входит в общину Хитрино. Население составляет 297 человек.

## Политическая ситуация
В местном кметстве Трем, в состав которого входит Трем, должность кмета (старосты) исполняет Назиф Идриз Назиф (Движение за права и свободы (ДПС)) по результатам выборов правления кметства.
Кмет (мэр) общины Хитрино — Нуридин Басри Исмаил Движение за права и свободы (ДПС)) по результатам выборов в правление общины.